# Mesechites minimus
Mesechites minimus är en oleanderväxtart som först beskrevs av Nathaniel Lord Britton och P. Wilson, och fick sitt nu gällande namn av R. E. Woodson. Mesechites minimus ingår i släktet Mesechites och familjen oleanderväxter. Inga underarter finns listade i Catalogue of Life.